# Al Sharpton

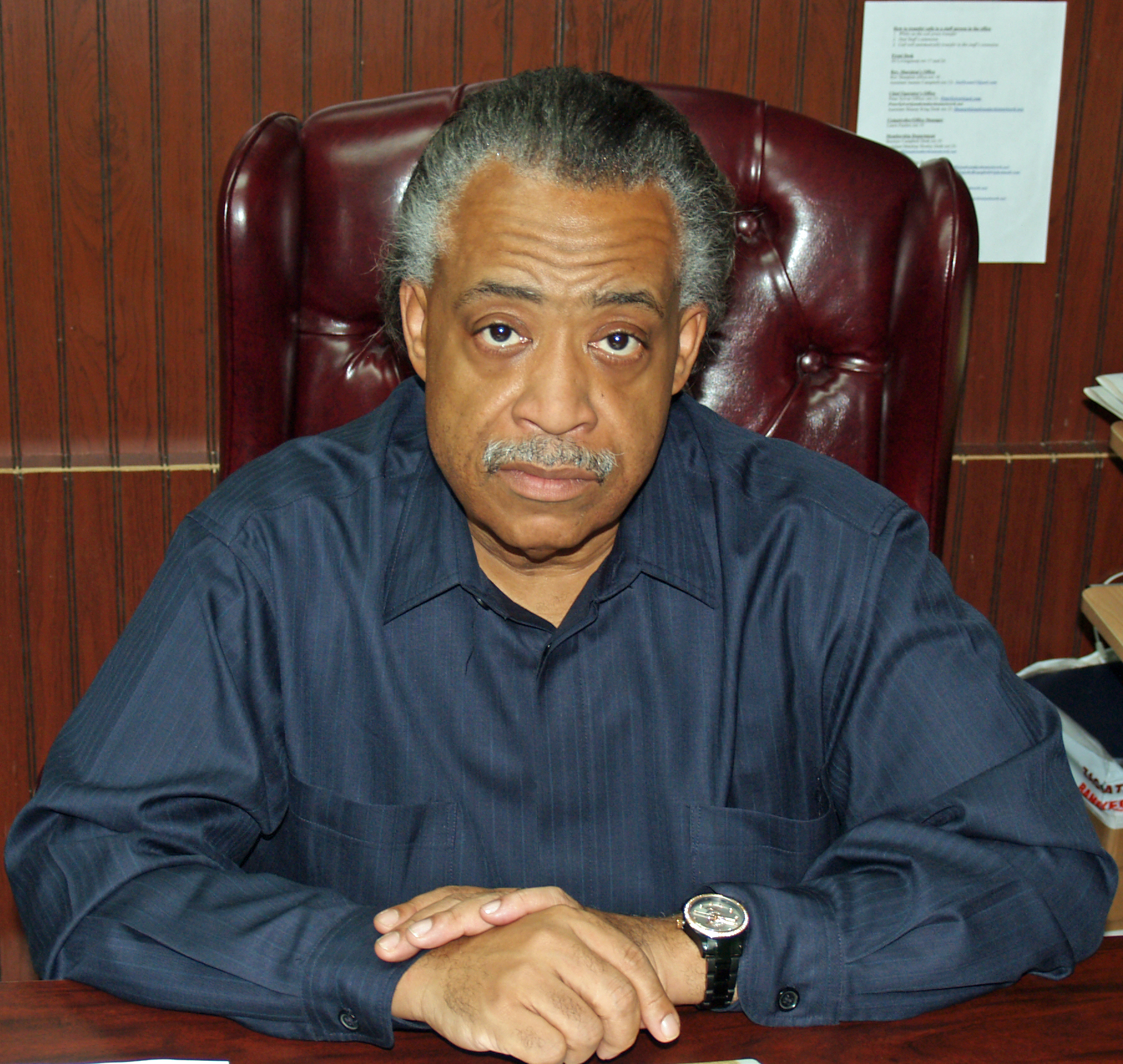
Al Sharpton

Alfred Charles (Al) Sharpton Jr. (New York, 3 oktober 1954) is een baptistische dominee en politiek activist. 

## Activisme
Sharpton is bekend vanwege zijn activisme. Hierbij kwam hij diverse malen in opspraak, onder andere toen hij het in 1987 opnam voor de 15-jarige zwarte Tawana Brawley die verklaarde door zes blanke mannen te zijn verkracht, waarvan later werd bewezen dat ze gelogen had. Ook leidde hij een mars tijdens de Crown Heights rellen in 1991, die gebeurden na het aanrijden van een zwarte man door een joodse man, waarbij hij ophitsende taal tegen joden uitte. Hij zei onder andere "If the Jews want to get it on, tell them to pin their yarmulkes back and come over to my house." In 1995 eiste een zwarte kerk (United House of Prayer) van de joodse huurder van hun winkelpand in Harlem, die daarin Freddy's Fashion Mart bedreef, dat hij een zwarte platenzaak (The Record Shack), die onderhuurder was van het pand, zou uitzetten. Sharpton leidde een protest hiertegen en zei daarbij "We will not stand by and allow them to move this brother so that some white interloper can expand his business." Na het protest viel een gewapende zwarte man (Roland J. Smith Jr.), die een van de demonstranten was, de winkel binnen, opende het vuur en stak het pand in brand alvorens zelfmoord te plegen, waarbij zeven doden vielen. Sharpton heeft zich later hiervoor verontschuldigd.

## Verkiezingen
Sharpton heeft diverse malen aan verkiezingen meegedaan, maar werd nooit verkozen. In 1988, 1992 en 1994 probeerde hij senator voor de staat New York te worden. In 1997 stelde hij zich verkiesbaar als burgemeester van New York.
Hij was in 2004 kandidaat voor de Democratische nominatie bij de presidentsverkiezingen. Zijn naam werd ook genoemd als mogelijke kandidaat voor de verkiezingen in 2008, tot hij op 2 april 2007 bekendmaakte niet mee te zullen doen.

## Latere activiteiten
Sharpton hield tijdens een bijeenkomst in Minneapolis op 4 juni 2020 de eulogie voor George Floyd.
- Gemeinsame Normdatei: 1191755657
- International Standard Name Identifier: 0000 0000 3150 7112
- Library of Congress Control Number: n95114334
- MusicBrainz: aa4e6bb6-8543-431f-bc14-86c369b08ce9
- Nationale Bibliotheek van Israël: 987007322624505171
- SNAC: w637826q
- Système universitaire de documentation: 244915636
- Virtual International Authority File: 53405499
- WorldCat: E39PBJfrMgBVymjqgqQ3HvMgKd